# Shuangzi Dao
Shuangzi Dao (chinesisch 雙子島 ‚Zwillingsinsel‘) ist eine kleine Insel vor der Ingrid-Christensen-Küste des ostantarktischen Prinzessin-Elisabeth-Lands. Sie liegt nordöstlich der Landspitze Steinnes und 600 m westlich bis nördlich der Insel Zhongshan Dao.
Chinesische Wissenschaftler benannten sie im Jahr 1999.